# Goldbrusttangare
Die Goldbrusttangare (Tangara schrankii) ist eine in Südamerika vorkommende Vogelart aus der Familie der Tangaren (Thraupidae). Die Art wurde dem deutschen Biologen Franz de Paula von Schrank gewidmet.

## Merkmale
Die Goldbrusttangare erreicht eine Körperlänge von etwa 12 Zentimetern und ein Gewicht von 14 bis 23 Gramm. Der überwiegende Teil des Gefieders ist grün, die Brust und der Oberkopf sind gelb gefärbt. Zwischen Schnabel und Auge befindet sich ein schmaler, halbmondförmiger, hell türkisfarbener Bereich. Vom Schnabelansatz erstreckt sich eine schwarze Maske bis zu den Ohrendecken. Die Hand- und Armschwingen sowie die Steuerfedern sind in der Grundfarbe ebenfalls schwarz und zeigen grüne Ränder und einen bläulichen Schimmer. Bezüglich der Gefiederfärbung sind sich die Geschlechter sehr ähnlich, die Weibchen erscheinen jedoch etwas blasser.

## Ähnliche Arten
Die Smaragdtangare (Tangara florida) unterscheidet sich durch das Fehlen sowohl der gelben Brustbefiederung als auch der bläuliche Färbung der Hand- und Armschwingen.

## Verbreitung, Unterarten und Lebensraum
Neben der in Teilen von Kolumbien, Ecuador, Peru, Bolivien, sowie im Osten Brasiliens vorkommenden Nominatform Tangara schrankii schrankii ist eine weitere Unterart bekannt: Tangara schrankii venezuelana Phelps & Phelps Jr., 1957, die im Süden und Südosten Venezuelas zu finden ist.
Die Art bewohnt bevorzugt feuchte waldige Berghänge in Höhenlagen bis zu 900 Meter in Venezuela und bis zu 1600 Meter in Peru.

## Lebensweise
Die Vögel ernähren sich in erster Linie von Früchten. Bevorzugt werden dabei die Früchte von Ameisenbäumen (Cecropia). Die Nahrung wird meist kopfabwärts angenommen. Gliederfüßern (Arthropoda) sind nur selten im Nahrungsspektrum zu finden. Die Brut erfolgt paarweise oder in größeren Gruppen von 20 oder mehr Individuen. Das tassenförmige Nest wird in erster Linie aus getrockneten Blättern, Pflanzenfasern, Wurzeln und Moosen gefertigt. Einzelne Nester wurden im Juli, August und Oktober in Peru sowie im September in Ecuador gefunden. Der äußere Durchmesser betrug 10,2 bis 12,0, der innere 3,9 bis 6,0 Zentimeter. Die Nesthöhe wurde mit 4,0 bis 12,2, die Tiefe mit 2,9 bis 6,6 Zentimeter gemessen. Das Nest wird in Höhen von bis zu zwei Metern über dem Boden angelegt und meist mit zwei Eiern bestückt. Die Eier sind blass rötlich braun gefärbt und mit dichten dunkelroten Flecken überzogen. Die Brutzeit beträgt 15 bis 17 Tage.

## Gefährdung und Schutz
Die Goldbrusttangare ist in den meisten seiner Verbreitungsgebiete nicht selten und wird demzufolge von der Weltnaturschutzorganisation IUCN als  „Least Concern = nicht gefährdet“ klassifiziert.